# Valleranello
Valleranello è un toponimo che trae origine dalla famiglia romana antica dei Valerii, che possedeva una proprietà, da cui Valerianum. Fin dalla fine del medioevo il toponimo è riscontrabile in antiche carte topografiche del Lazio ed in particolare dell'agro romano, tra le quali:
- 1547 Il paese di Roma di Eufrosino della Volpaia
- 1666 Pianta dell'antico Lazio di Innocenzo Mattei
- 1693 Pianta del Lazio di Giacomo Filippo Ameti

Tutte indicano per la località considerata la denominazione Valeranello, divenuta successivamente Valleranello.

Nelle stesse ed in altre carte sono indicati diversi altri antichi toponimi tuttora vivi riguardanti zone circostanti: (Cicognola per Cecchignola, Tricoria per Trigoria, Valerano per Vallerano, Castel di Leva, ecc. Inoltre la denominazione Valeranello è riscontrabile in documenti di archivio almeno dal XV secolo. Ad es. un documento del 1429 citato da G.M. De Rossi in Torri medioevali della campagna romana, pag 110 (New Compton ed., Roma 1981) indica il “casale la Selce” come confinante con Valleranello e la “Torre del Sasso”. Tutta la cartografia topografica e geografica più recente di diversa fonte (T.C.I., I.G.M., Ist. Geogr. De Agostini, A.C.I., ecc.) e scala (1:25000, 1:50000, 1:100000, 1:200000, ecc.) reca tuttora il toponimo Valleranello, (spesso Tenuta di Valleranello) contrassegnante l'area compresa tra le antiche vie Laurentina ed Ardeatina (più precisamente delimitata dai fossi Rio Petroso e della Castelluccia), a sud della via Castel di Leva (strada di bonifica dell'agro romano tracciata negli anni '30 del 1900), area da identificare sostanzialmente, fino agli anni '60, con la tenuta agraria Spinola – Zanardo, attualmente frazionata in lotti più o meno grandi, il maggiore dei quali è adibito ancora ad uso agricolo (oliveto). Anche la Tenuta di Vallerano, la T. della Castelluccia, la T. di Tor Pagnotta, tutte scomparse come tali, del tutto o in gran parte, in seguito alle trasformazioni urbanistiche degli ultimi anni, sono ancora indicate in molte carte geografiche recenti. Dal punto di vista toponomastico può creare una certa confusione il fatto che la strada di accesso alla vecchia tenuta di Valleranello, con ingresso dalla via Castel di Leva, è stata recentemente denominata dall'ufficio comunale competente via Carlo Darwin, mentre la denominazione Via di Valleranello è rimasta ad una breve strada che si stacca dalla via Pontina, all'altezza di Spinaceto, sulla destra per chi va verso il centro di Roma, poco prima del Grande Raccordo Anulare, in località Vallerano. Presumibilmente si tratta del tratto residuo di un antico percorso, più vicino alla città rispetto alla via di Vallerano, in parte rintracciabile ancora in alcune carte topografiche dell'inizio del ‘900, percorso che dalla antica via di Castel Porziano (approssimativamente l'attuale Pontina) conduceva attraverso i campi verso le località di Valleranello e Tor Pagnotta. La maggior parte di questo percorso è stata cancellata dalle modificazioni del terreno prodotte dalle numerose cave successivamente aperte nella zona e dalle edificazioni recenti. Pertanto il toponimo resta attribuito impropriamente al tratto residuo di questa strada che non ha più niente a che fare con Valleranello.
Attualmente l'indicazione segnaletica tenuta di Valleranello è stata nuovamente apposta sul luogo dove si trovava quando era in vita l'azienda Spinola - Zanardo, all'inizio dell'attuale via Darwin, a cura dell'azienda olivicola che ha conservato il nome antico per identificare il proprio prodotto.